# San Giuliano Terme
San Giuliano Terme – miejscowość i gmina we Włoszech, w regionie Toskania, w prowincji Piza.
Według danych na rok 2004 gminę zamieszkiwało 30 330 osób, 333,3 os./km².

## Miasta partnerskie
- Bad Tölz